# RUNX3
La proteína RUNX3 es un factor de transcripción codificado en humanos por el gen runx3.
RUNX3 pertenece a la familia de factores de transcripción relacionados con Runt (RUNX), también llamados factores de unión al core (CBFα). La proteína RUNX3 forma un complejo heterodimérico con CBFβ, con la capacidad de unirse a una secuencia de ADN de 6 pares de bases del tipo 5'-PyGPyGGT-3' (donde Py = pirimidina, G = guanina y T = timina), la cual se encuentra en numerosos enhancers y promotores, y puede activar o reprimir la transcripción. También se ha observado que RUNX3 interacciona con otros factores de transcripción. Funciona como un supresor de tumores y, de hecho, el gen runx3 se encuentra frecuentemente delecionado o transcripcionalmente silenciado en ciertos tipos de cáncer. Se han descrito diversas variantes transcripcionales que codifican diferentes isoformas de la proteína.
En células melanocíticas la expresión de RUNX3 podría estar regulada por MITF (factor de transcripción asociado a microftalmia).

## Ratones knockout
Se ha observado que los ratones knockout en el gen runx3 desarrollan hiperplasia de la mucosa gástrica debido a la estimulación de la proliferación y la supresión de la apoptosis en células epiteliales, y las células se vuelven resistentes a la estimulación por TGF-beta.

## Interacciones
La proteína RUNX3 ha demostrado ser capaz de interaccionar con:
- TLE1[5]